# Thomas Goulard
Pour les articles homonymes, voir Goulard.
Thomas Goulard (né à Saint-Nicolas-de-la-Grave le 3 mars 1697 et mort à Montpellier le 16 janvier 1784) était, vers le milieu du XVIIIe siècle, démonstrateur royal de chirurgie et d'anatomie à Montpellier et chirurgien major de l'hôpital militaire de cette ville. Il fut nommé maire d'Alet.
Il était membre de la société royale de Montpellier des académies de Toulouse, de Lyon, etc. On lui doit l'eau de Goulard.
Il était le père de Jean-François-Thomas Goulard.

## Ses œuvres
- Mémoire sur quelques nouveaux instruments de chirurgie, dans le recueil de l'académie des sciences de l'année 1740
- Mémoire sur les maladies de l'urètre, 1746, in-8°
- Lettre à M. de la Martinière sur les bougies pour les carnosités, 1751, in-8°
- Traité des effets des préparations de plomb et principalement de l'extrait de Saturne employées sous différentes formes et pour différentes maladies chirurgicales, Pézénas, 1760; Montpellier, 1766, in-12°, traduit en anglais par Arnaud de Ronsil, 1769, 1771, in-8°
- Remarques et observations pratiques sur les maladies vénériennes et de l'urètre avec la manière de composer les bougies pour ces maladies, avec une deuxième édition des Maladies de l'urètre, 1761, in-12°, traduit en anglais en 1772, in-8°

Note
Les Œuvres de chirurgie de Goulard ont été réunies en 2 volumes in-12°, 1763, 1767 ; Montpellier, 1770, Liège, 1779 en 2 volumes in-8°.
Il y a aussi une traduction allemande de ses œuvres choisies, Francfort, 1781.